# Соломонары
Соломона́ры (рум. Solomonari/Şolomonari, мн. ч.; Solomonar, ед. ч.) — в румынской мифологии каста или объединение колдунов, обладающих сверхъестественными способностями, в первую очередь связанных с изменением погоды. Многие фольклористы связывают их происхождение с дакскими жрецами. Имя соломонары возникло сравнительно недавно (возможно около XVII века) под влиянием христианства на фольклор. Изначально они назывались хултанами (рум. Hultani). С приходом христианства также стало считаться, что магические знания были оставлены соломонарам царём Соломоном.
Соломонары не являются сверхъестественными существами. Это люди, выучившиеся колдовству. Тайное знание соломонаров передаётся от учителя к ученику. Старые соломонары ходят по деревням и ищут детей, рождённых с особыми знаками. Они забирают их и воспитывают в лесах и пещерах, где обучают магическому мастерству.
Соломонары описываются в народе как высокие рыжие люди в белых одеждах, с магическими артефактами на поясе. Иногда они появляются в сопровождении мороя. Считается, что соломонары могут вызвать и оседлать балаура. Также им приписывается возможность повелевать погодой и вызывать дожди и грозы.
На раннем этапе истории соломонары считались добрыми магами, но с приходом христианства они превратились в злых. В народе даже появились истории о героях, побеждающих соломонаров. Считается, что для того, чтобы спастись от гнева соломонаров, люди могут попросить помощи у «Каменщика» — соломонара, вернувшегося к людям, но помнящего магию. Вера в соломонаров полностью не исчезла и до сих пор существует в отдалённых сёлах Румынии.
В одно время соломонарами в сельской местности называли астрологов, астрономов и вообще людей, умеющих определять время по звёздам, составлять календари и т. п.